# Bilacunaria caspica
Bilacunaria caspica är en flockblommig växtart som först beskrevs av Dc., och fick sitt nu gällande namn av Pimenov och Vadim Nikolaevich Tikhomirov. Bilacunaria caspica ingår i släktet Bilacunaria och familjen flockblommiga växter. Inga underarter finns listade i Catalogue of Life.